# Lista de deputados estaduais do Paraná da 17.ª legislatura
Esta é a lista de deputados estaduais do Paraná para a legislatura 2011–2015. Nas eleições estaduais, foram eleitos 54 deputados estaduais.

## Composição das bancadas
| Partido | Líder                | Bancada | Posição  |
| ------- | -------------------- | ------- | -------- |
| PMDB    | Waldyr Pugliesi      | 13 / 54 | Oposição |
| PSDB    | Nelson Garcia        | 9 / 54  | Governo  |
| DEM     | Plauto Miró          | 6 / 54  | Governo  |
| PT      | Enio Verri           | 6 / 54  | Oposição |
| PDT     | André Bueno          | 4 / 54  | Oposição |
| PSB     | Reni Pereira         | 3 / 54  | Governo  |
| PPS     | Marcelo Rangel       | 3 / 54  | Governo  |
| PSC     | Marla Tureck         | 3 / 54  | Oposição |
| PV      | Roberto Aciolli      | 2 / 54  | Oposição |
| PP      | Ney Leprevost        | 1 / 54  | Governo  |
| PRB     | Pastor Edson Praczyk | 1 / 54  | Governo  |
| PMN     | Dr. Batista          | 1 / 54  | Governo  |
| PSL     | Adelino Ribeiro      | 1 / 54  | Governo  |
| PTB     | Fabio Camargo        | 1 / 54  | Governo  |

## Deputados Estaduais
| Número | Deputados estaduais eleitos | Partido | Votação | Percentual | Cidade onde nasceu        | Unidade federativa |
| 15128  | Alexandre Curi              | PMDB    | 134.233 | 2,34%      | Curitiba                  | Paraná             |
| 40590  | Gilberto Ribeiro            | PSB     | 103.740 | 1,81%      | Lages                     | Santa Catarina     |
| 13300  | Enio Verri                  | PT      | 87.080  | 1,52%      | Maringá                   | Paraná             |
| 15178  | Nereu Moura                 | PMDB    | 83.034  | 1,45%      | São João                  | Paraná             |
| 11669  | Ney Leprevost               | PP      | 79.760  | 1,39%      | Curitiba                  | Paraná             |
| 15015  | Artagão Junior              | PMDB    | 74.063  | 1,29%      | Ponta Grossa              | Paraná             |
| 12345  | Augustinho Zucchi           | PDT     | 70.217  | 1,22%      | Pato Branco               | Paraná             |
| 15678  | Luiz Claudio Romanelli      | PMDB    | 60.037  | 1,19%      | Londrina                  | Paraná             |
| 23100  | Marcelo Rangel              | PPS     | 67.309  | 1,17%      | Ponta Grossa              | Paraná             |
| 45120  | Valdir Rossoni              | PSDB    | 64.179  | 1,12%      | Palmas                    | Paraná             |
| 25252  | Durval Amaral               | DEM     | 62.275  | 1,09%      | Londrina                  | Paraná             |
| 45000  | Luiz Accorsi                | PSDB    | 61.820  | 1,08%      | São Paulo                 | São Paulo          |
| 15190  | Antônio Anibelli            | PMDB    | 60.606  | 1,06%      | Clevelândia               | Paraná             |
| 45200  | Nelson Garcia               | PSDB    | 54.874  | 1,01%      | Rolândia                  | Paraná             |
| 15156  | Cleiton Kielse ‎             | PMDB    | 57.084  | 1,00%      | Curitiba                  | Paraná             |
| 45123  | Cantora Mara Lima           | PSDB    | 56.516  | 0,99%      | Francisco Beltrão         | Paraná             |
| 12612  | André Bueno                 | PDT     | 55.763  | 0,97%      | Cascavel                  | Paraná             |
| 40111  | Reni Pereira                | PSB     | 54.799  | 0,96%      | Santo Antônio do Sudoeste | Paraná             |
| 13233  | Luciana Rafagnin            | PT      | 54.277  | 0,95%      | Mariano Moro              | Rio Grande do Sul  |
| 13444  | Toninho Wandscheer          | PT      | 53.457  | 0,93%      | Foz do Iguaçu             | Paraná             |
| 23121  | César Silvestri Filho       | PPS     | 52.589  | 0,92%      | Guarapuava                | Paraná             |
| 15123  | Waldyr Pugliesi             | PMDB    | 52.524  | 0,92%      | Monte Alto                | São Paulo          |
| 15115  | Ademir Bier                 | PMDB    | 51.147  | 0,89%      | Erechim                   | Rio Grande do Sul  |
| 15450  | Teruo Kato                  | PMDB    | 50.271  | 0,88%      | Lucélia                   | São Paulo          |
| 10123  | Pastor Edson Praczyk        | PRB     | 50.074  | 0,87%      | São Paulo                 | São Paulo          |
| 13131  | Tadeu Veneri                | PT      | 48.862  | 0,85%      | União da Vitória          | Paraná             |
| 13115  | Péricles de Mello           | PT      | 48.806  | 0,85%      | Ponta Grossa              | Paraná             |
| 12012  | Fernando Scanavaca          | PDT     | 48.369  | 0,84%      | Oriente                   | São Paulo          |
| 15999  | Luiz Eduardo Cheida         | PMDB    | 48.247  | 0,84%      | Penápolis                 | São Paulo          |
| 13013  | Professor Lemos             | PT      | 48.801  | 0,84%      | Barra de São Francisco    | Espírito Santo     |
| 15250  | Jonas Guimarães             | PMDB    | 47.809  | 0,82%      | Lavínia                   | São Paulo          |
| 40123  | Hermas Brandão Jr.          | PSB     | 46.702  | 0,81%      | Ourinhos                  | São Paulo          |
| 43190  | Roberto Aciolli             | PV      | 45.708  | 0,80%      | Arapongas                 | Paraná             |
| 25110  | Plauto Miró                 | DEM     | 45.481  | 0,79%      | Ponta Grossa              | Paraná             |
| 45160  | Rose Litro                  | PSDB    | 45.331  | 0,79%      | Dois Vizinhos             | Paraná             |
| 25155  | Elio Rusch                  | DEM     | 44.597  | 0,78%      | Crissiumal                | Rio Grande do Sul  |
| 15107  | Caito Quintana              | PMDB    | 44.574  | 0,78%      | Santo Augusto             | Rio Grande do Sul  |
| 12680  | Nelson Luersen              | PDT     | 43.510  | 0,76%      | Capinzal                  | Santa Catarina     |
| 15000  | Stephanes Junior            | PMDB    | 43.417  | 0,76%      | Curitiba                  | Paraná             |
| 25111  | Nelson Justus               | DEM     | 43.035  | 0,75%      | Curitiba                  | Paraná             |
| 45655  | Mauro Moraes                | PSDB    | 42.062  | 0,73%      | Tomazina                  | Paraná             |
| 33014  | Dr. Manoel Batista          | PMN     | 41.891  | 0,73%      | Pompéia                   | São Paulo          |
| 45456  | Evandro Junior              | PSDB    | 41.083  | 0,72%      | Curitiba                  | Paraná             |
| 45680  | Francisco Bührer            | PSDB    | 40.004  | 0,70%      | Tijucas do Sul            | Paraná             |
| 25625  | Osmar Bertoldi              | DEM     | 39.643  | 0,69%      | Curitiba                  | Paraná             |
| 45789  | Ademar Traiano              | PSDB    | 37.991  | 0,66%      | Francisco Beltrão         | Paraná             |
| 14014  | Fabio Camargo               | PTB     | 37.786  | 0,66%      | Curitiba                  | Paraná             |
| 25055  | Pedro Lupion                | DEM     | 37.304  | 0,65%      | Curitiba                  | Paraná             |
| 23600  | Douglas Fabrício            | PPS     | 37.291  | 0,65%      | Roncador                  | Paraná             |
| 20044  | Gilson de Souza             | PSC     | 34.713  | 0,61%      | Curitiba                  | Paraná             |
| 17800  | Adelino Ribeiro             | PSL     | 30.224  | 0,53%      | Goioerê                   | Paraná             |
| 20789  | Marla Tureck                | PSC     | 29.442  | 0,51%      | Campo Mourão              | Paraná             |
| 20181  | Leonaldo Paranhos           | PSC     | 27.263  | 0,48%      | Paraíso do Norte          | Paraná             |
| 43123  | Rasca Rodrigues             | PV      | 18.899  | 0,33%      | Mandaguari                | Paraná             |